# Миколай Радзивілл (Чорний)
Микола-Христофор Радзивілл Чорний (прізвисько «Іспанець» лит. Mikalojus Radvila Juodasis, пол. Mikołaj Krzysztof Radziwiłł Czarny, 4 лютого 1515 — 28/29 травня 1565) — державний, військовий і політичний діяч Великого князівства Литовського. Представник княжого роду Радзивіллів гербу Труби. Маршалок, великий канцлер литовський Великого князівства Литовського, віленський воєвода. Відомий також як Миколай IV Радзивілл. 

## Біографія

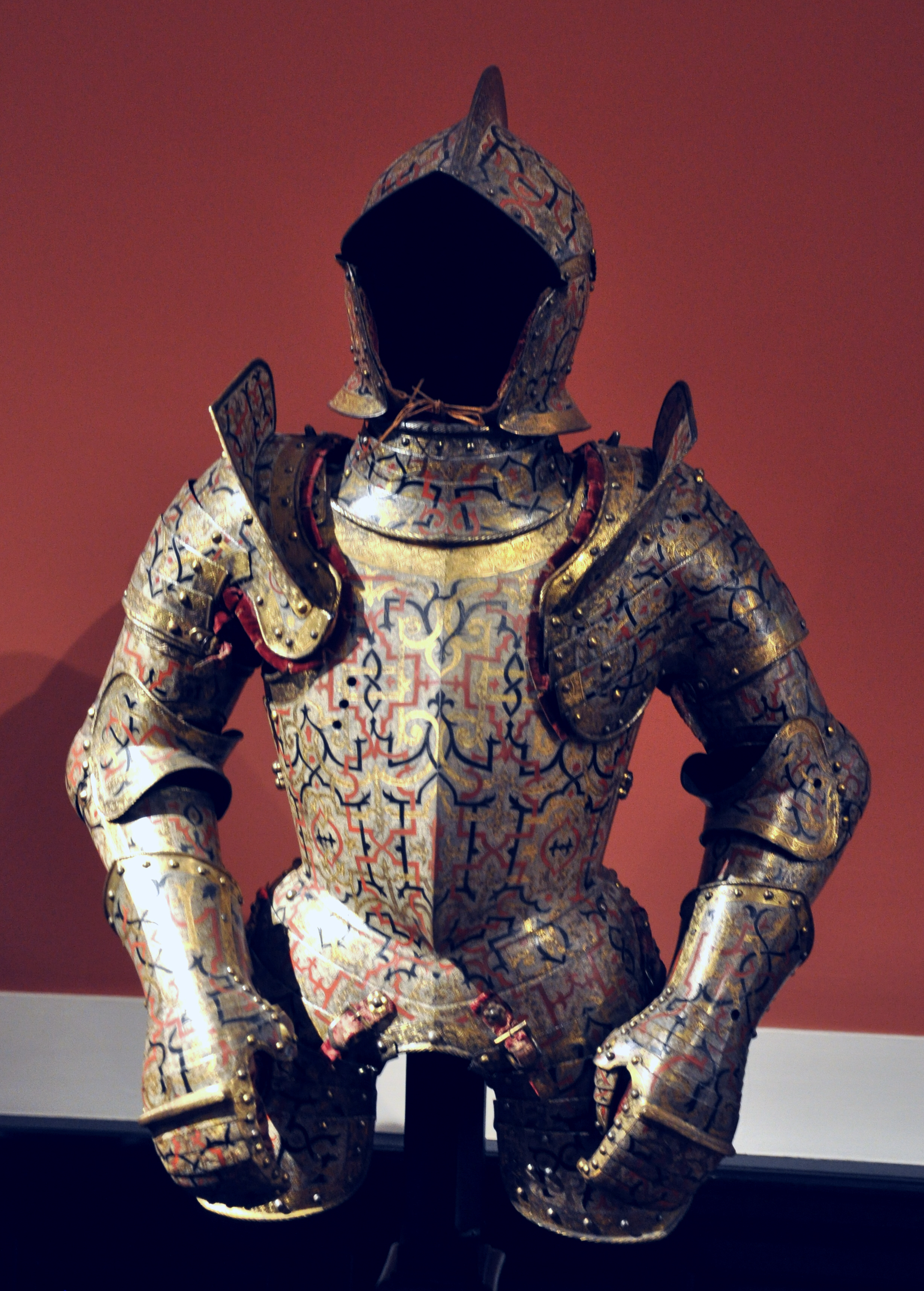
Обладунки Миколи Радзивілла «Чорного»

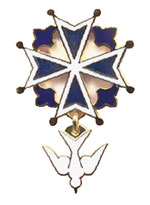
Символ (знак) кальвіністів

Син Яна Радзивілла та Анни Кішки. Навчався в університеті імені Мартіна Лютера у Віттенберґу.
Деякий час перебував при дворі короля Польщі Сигізмунда І Старого. 1547 р. в Ауґсбурґу отримав від імператора Священної Римської імперії Карла V Габсбурґа титул князя; титул підтверди. Прагнув утворити своє спадкове князівство в Литві.
Був прихильником кальвінізму, проводив значну реформаційну діяльність. Відомий культурно-освітній і протестантський діяч свого часу (спочатку — лютеранин, з 1555 p. — кальвініст). Заснував чимало шкіл у своїх маєтках, відкрив у Бересті (Бресті-Литовському) друкарню, у якій 1563 року була випущена Радзивілівська Біблія польською мовою. За його життя почав будуватися у 1551 р. перший дерев'яний замок у Несвіжу. Сприяв діяльності відомих протестантів Шимона Будного, Мартина Чеховича, Вавжинця Кшишковського.
Завдяки шлюбови своєї сестри Барбари з королем Сиґізмундом II Августом мав значний вплив у державі. Володів великими маєтностями (головна резиденція — у Вільнюсі, друга за значенням — у Бересті Литовському, де сприяв реконструкції та перебудові місцевого замку), обіймав впливові посади. Був противником укладення унії між Литвою та Польщею.
Сват князя Андрія Вишневецького (рідного брата Дмитра «Байди» Вишневецького). Син Микола-Христофор Радзивілл (Сирітка) одружився з Гальшкою (Ельжбетою) Евфимією з Вишневецьких (небогою Дмитра «Байди» Вишневецького), після її передчасної смерти (1596 року) пошлюбив її сестру Єлизавету, котра вже була до того в шлюбі. Зі ще одним представником роду Радзивіллів — Яном Єжи — згодом була одружена внучка Костянтина Василя Острозького — Елеонора (дочка найстаршого його сина Януша).
Можливо, під впливом М. Х. Радзивілла «Чорного» Костянтин Василь Острозький спочатку заснував у своєму родинному місті Острозі школу, яку часто називають академією (наприкінці 70-х років, 1581 року вийшла на світ у тутешній друкарні перша повна Біблія старослов'янською мовою, відома як Острозька Біблія; друкар Іван Федоров (Федорович)).
Посідав чималі маєтності на території сучасної України: зокрема, володів містом Радивилів, в Олиці його коштом був збудований замок (чи почав будуватись близько 1564). Для зміцнення обороноздатності у 1555 р., за дорученням короля, наказав почати зводити дерев'яний замок у Борисові.
Брав безпосередню участь в суді над Санґушком Дмитром, через що останній був засуджений до страти.
Геронім Маковєцький (пом. бл. 1582) тривалий час був секретарем Миколи Христофора Радзивілла «Чорного». Микола Христофор та королева Бона допомагали каноніку-історику Станіславу Ґурському у його праці щодо збирання матеріалів, які потім вийшли як «Acta Tomiciana».
Помер 28/29 травня 1565 р. у власному маєтку. Перед смертю хворів тривалий час подагрою, від чого лікувався, натираючи тіло ртуттю. Тіло було поховане біля тіла дружини в мавзолеї, раніше збудованому біля кальвінського збору у Вільнюсі в кам'яниці погаштольдівській. На початку 1578 р. син Микола «Сирітка» звернувся до Папи Григорія XIII для перепоховання тіл батьків в збудованій для цього католицькій каплиці, але згоди не було. З часом він сприяв встановленню пам'ятної таблиці з епітафією батькам у вільнюській катедрі св. Станіслава. У 1627 р. його рештки та дружини були урочисто перепоховані в кальвінському зборі у Дубинках за сприяння Христофора Радзивілла (внука) — представника біржанської гілки, яка сповідувала кальвінізм.
В заповіті від 27 травня головним опікуном дітей був призначений король Сігізмунд II Авґуст.
2004 р. під час обстеження залишків кальвінського збору в Дубинках були знайдені рештки, які ідентифікували як рештки Миколая Радзивілла «Чорного». Були урочисто перепоховані 5 вересня 2009 р.

## Сім'я

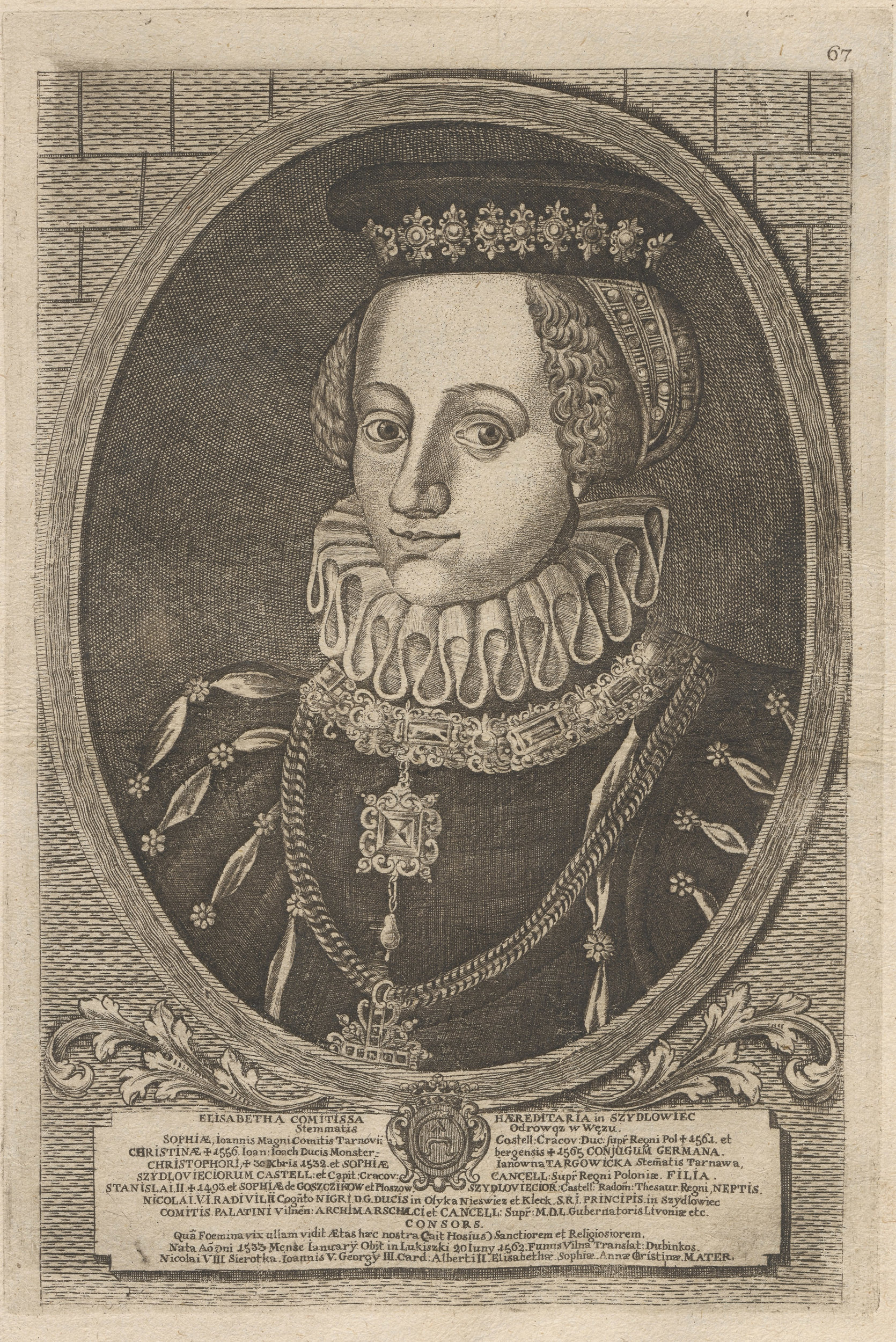
Дружина Ельжбета

Дружина — Ельжбета Шидловецька (1533—1562; наймолодша донька краківського каштеляна Кшиштофа Шидловецького). Діти:
- Микола Христофор «Сирітка» пол. (Mikołaj Krzysztof Radziwiłł "Sierotka")
- Єлизавета Радзивілл пол. Elzbieta Radziwiłł (1550—1591) — дружина подільського воєводи Миколая Мелецького
- Софія Агнешка Радзивілл пол. Zofia Agnieszka Radziwiłł (1552-після 1599) — дружина Ахація Чеми
- Анна Маґдалена Радзивілл пол. Anna Magdalena Radziwiłł (1553—1590) — дружина Миколая Бучацького-Творовського
- Юрій Радзивілл пол. Jerzy Radziwiłł — кардинал
- Альбрехт Радзивілл пол. Albrycht Radziwiłł
- Станіслав Радзивілл пол. Stanislaw Pius Radziwiłł
- Христина Радзивілл пол. Krystyna Radziwiłł (1560—1580) — дружина Яна Замойського
- Ян (1554-?) — помер дитиною.[12]